# Martin Beazor Ellis
Martin Beazor Ellis (ur. 14 września 1911 w Guernsey, zm. 8 czerwca 1996) – brytyjski mykolog, znany jako czołowy ekspert w dziedzinie taksonomii grzybów Hyphomycetes.

## Życie i praca naukowa
Od 1920 roku wraz z rodzicami zamieszkał w Gorleston-on-Sea. Był zapalonym przyrodnikiem, a jego matka nauczyła go rysować i malować akwarelami. W 1933 roku zapisał się na Uniwersytet Londyński, ale mieszkał w domu i dojeżdżał na zajęcia. W Norwich’s University Technical College Norfolk został asystentem laboratoryjnym, następnie pracował do 1936 roku w University Technical College Norfolk, po czym przeniósł się do Londynu i przez 2 lata studiował mykologię i botanikę w Chelsea Polytechnic (powiązanej z Uniwersytetem Londyńskim). W 1938 roku zdał egzaminy końcowe z wyróżnieniem. Przez rok pracował tu jako badacz botaniczny, demonstrator, wykładowca i prywatny nauczyciel akademicki, a w październiku 1939 roku zaciągnął się do Royal Army Medical Corps. Został wysłany do Indii Brytyjskich, gdzie pracował do 1942 roku i został oficerem. Otrzymał stopień kapitana i wysłany został do Kalkuty. Tu stworzył jednostkę inspekcyjną dla zapasów medycznych i został oficerem odpowiedzialnym za nią. W sierpniu 1943 roku został oddelegowany do Lahauru i objął dowództwo nad największym w Indiach Brytyjskich składem inspekcyjnym. Podczas służby wojskowej w latach 1943–1945 organizował wyprawy zbierackie lub zbierał je sam. Podróżował po Pendżabie, Sindzie, Beludżystanie i Kaszmirze. Zbierał grzyby mikroskopijne dla siebie i huby dla Sahay Ram Bose.
Po zakończeniu II wojny światowej wrócił do Anglii. W Commonwealth Mycological Institute piastował stanowisko mykologa od 1946 do 1960 roku, a następnie stanowisko głównego mykologa od 1960 do 1976 roku, kiedy przeszedł na emeryturę. W latach 1973–1974 był prezesem Brytyjskiego Towarzystwa Mykologicznego.
Jest autorem dwóch znakomicie ilustrowanych książek o grzybach Hyphomycetes, opartych na serii artykułów opublikowanych w Mycological Papers. Obie książki mają zasadnicze znaczenie dla nauki o tych grzybach. Na emeryturze Martin wraz żoną przeprowadzili się do Southwold w Suffolk, gdzie zaczęli zbierać, opisywać i ilustrować grzyby mikroskopijne, zwłaszcza z Anglii Wschodniej. Ich badania zostały przedstawione w trzech podręcznikach identyfikacyjnych: „Microfungi on Land Plants” (1985), „Microfungi on Miscellaneous Substrates” (1988) i „Fungi without Gills” (1990). Te trzy książki były niezwykle przydatne dla amatorów mykologów w Wielkiej Brytanii i doprowadziły do ogromnego wzrostu liczby gatunków grzybów nowo zarejestrowanych w Suffolk.
Przy nazwach naukowych utworzonych przez niego taksonów standardowo dodawany jest skrót jego nazwiska M.B. Ellis (zobacz: lista skrótów nazwisk botaników i mykologów). W uznaniu jego zasług jego nazwiskiem nazwano ponad 30 gatunków grzybów i dwa rodzaje: Ellisembia i Maryinellisia